# 御幸道路

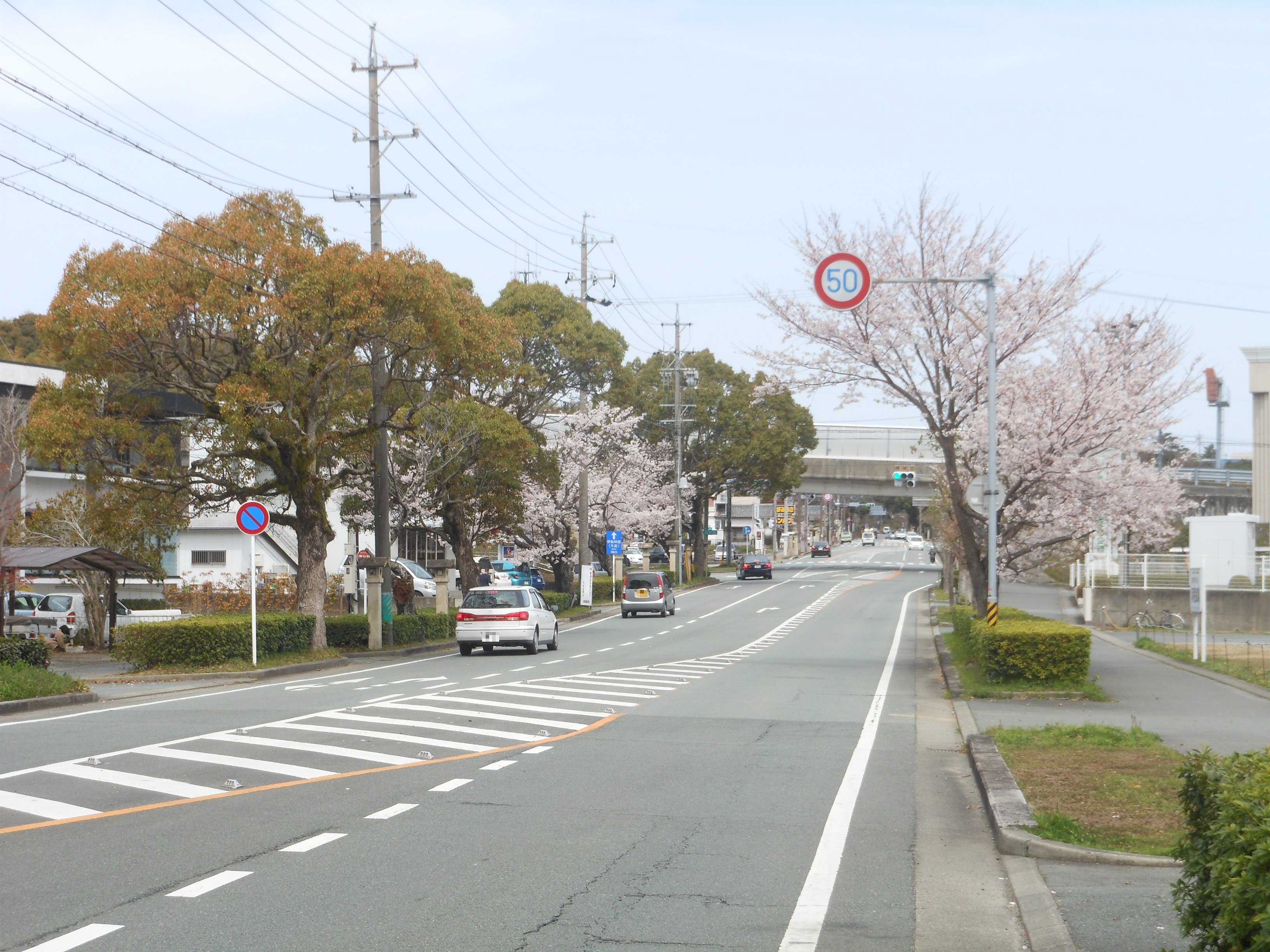
御幸道路交差点付近（2013年4月、伊勢市楠部町）

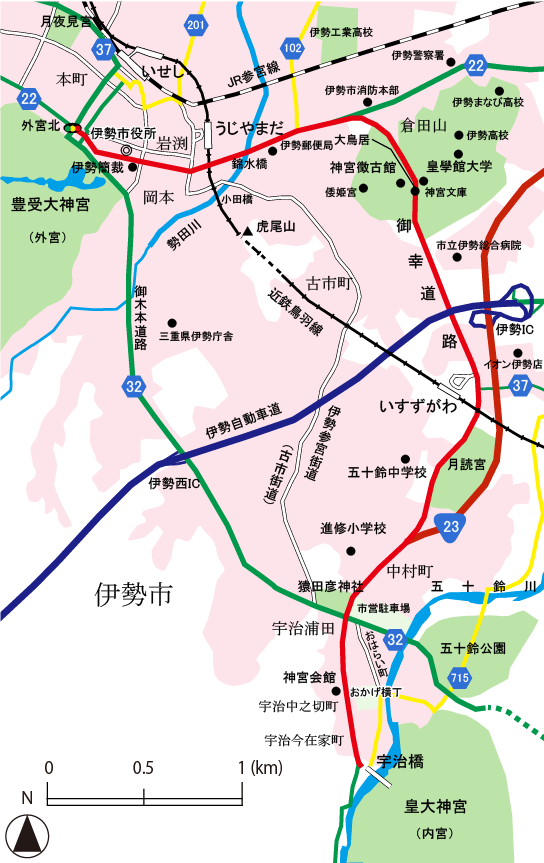
地図

御幸道路（みゆきどうろ）は、三重県伊勢市を通り、伊勢神宮の豊受大神宮（外宮）と皇大神宮（内宮）を結ぶ道路。国道23号および三重県道12号伊勢南勢線、三重県道37号鳥羽松阪線の各一部であり、1910年（明治43年）に開通した。天皇の伊勢神宮参詣（行幸・御幸）時の参拝経路として利用される。別名は、御幸通り・お成り街道（御成街道）。
全長はおよそ5.5km、徒歩1時間半程度である。沿道には、御木本幸吉による寄付で整備された街路樹や、篤志家によって献灯された石灯籠が並んでいる。また、沿道には史跡が点在する。外宮前から伊勢商工会議所前までは官庁街、外宮と内宮の中間に位置する倉田山付近は文教地区となっている。

## 路線概要
1900年代（明治時代後期）まで、伊勢神宮の2つの正宮である外宮と内宮を結ぶ道路は限定され、急な坂道を伴う幅の狭い道（伊勢街道（伊勢参宮街道））しかなかった。そこで三重県庁は既存道路改修か新道の建設を検討し、国家の補助を得られる新道の建設を決め、実際に開通したのが御幸道路である。総工費は当時の金額で375,000円余り、総延長48町（約5.2km）余りであった。開通後、御幸道路は路線バスが運行されるようになり、外宮と内宮を結ぶ伊勢のメインストリートとなった。『伊勢市都市計画マスタープラン』では「内環状軸」（市街地の交通の効率化を図る環状道路）・「外宮・内宮連絡軸」（外宮と内宮を結ぶ都市軸）として伊勢市街における幹線道路として位置付けられ、『伊勢市景観計画』では「景観重要道路」に指定されている。
建設時点で「相当ノ道幅及ヒ路面」とすることが決められ、外宮前から錦水橋（きんすいばし）までの区間と猿田彦神社前から宇治橋までの区間に設置された歩道はレンガ敷きとし、路面電車の神都線が通る区間の車道は石畳舗装が施された。道路幅員は8間（約14.5m）とし、両側に幅1間（約1.8m）ずつ歩道を整備した。

### 路線データ

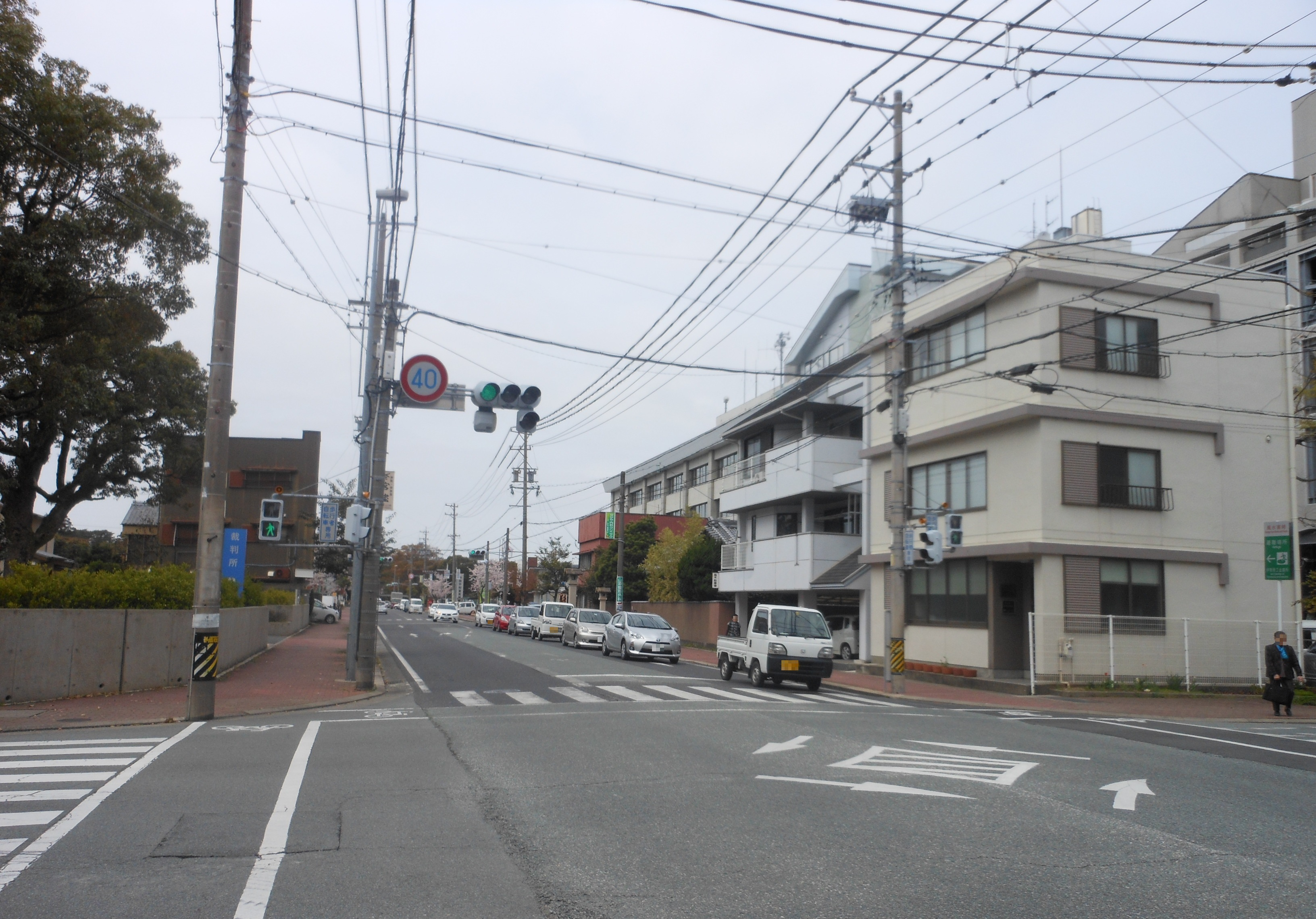
渋滞する御幸道路（2013年4月、伊勢簡易裁判所前交差点）

- 起点：三重県伊勢市本町 外宮北交差点[5]
- 終点：三重県伊勢市宇治今在家町 宇治橋前[16]
- 主な経由地：倉田山
- 路線延長：5.5km[5]
- 路線幅員：14.5m[17]（2車線、一部4車線）、両側に歩道あり
  - 都市計画上は30mへの拡張を計画しているが、伊勢市都市計画審議会で30mは必要ないと提言されている[18]。

## 歴史

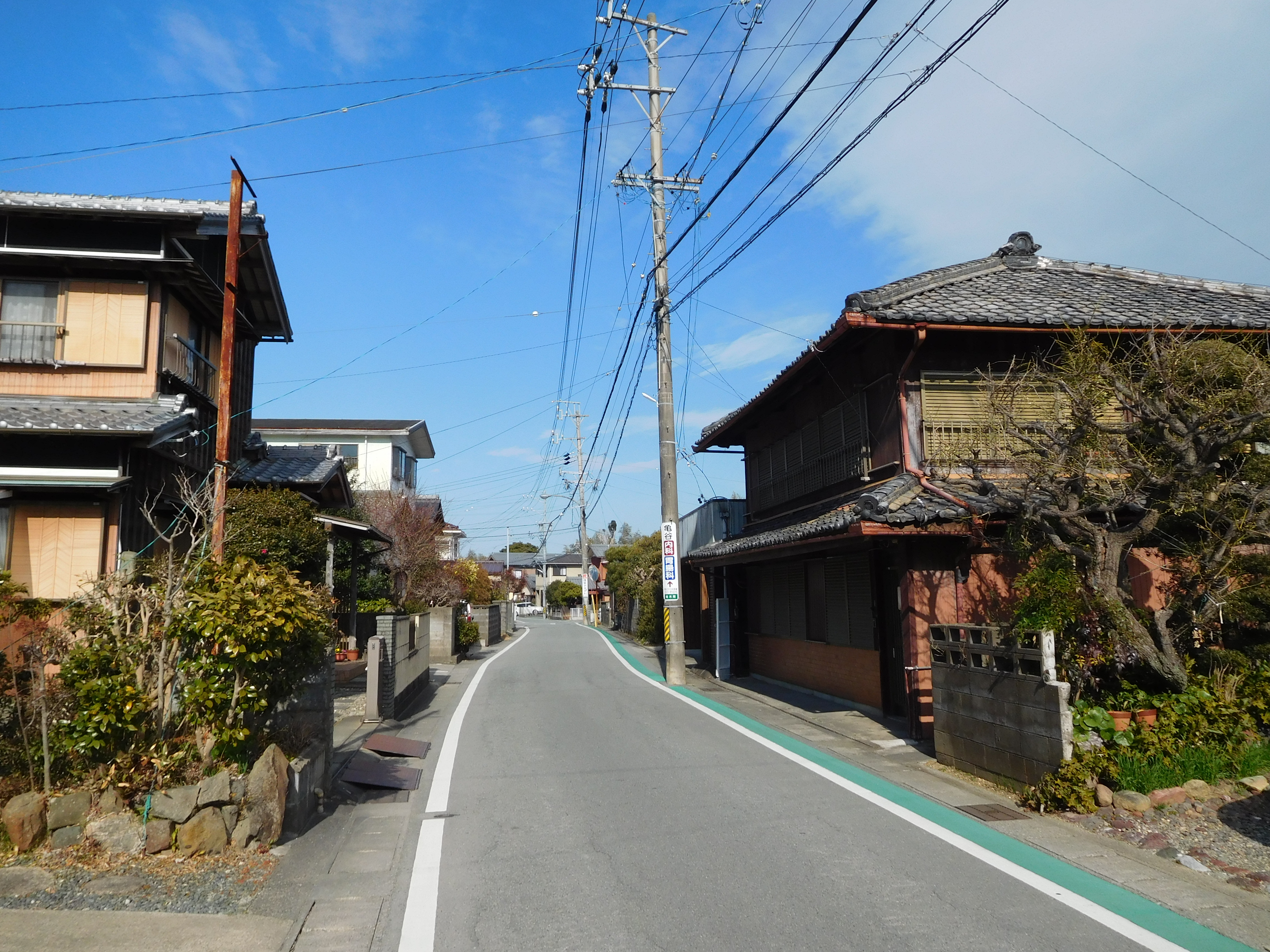
現代の古市街道（伊勢市桜木町）

御幸道路が開通するまでの外宮と内宮を結ぶ主要道路は、岡本町から小田橋、古市を越え、宇治浦田町に至る両宮街道または古市街道と呼ばれる道であり、国道に指定されていた。古市街道は幅員が狭く急勾配であり、明治2年（1869年）に明治天皇が初めて神宮へ行幸した際には不便な道路が問題視され、以来道路整備が懸案となっていた。そして来たるべき明治天皇の行幸に備え、三重県は1900年（明治33年）に改修予算を計上した。この時、三重県議会は予算案を否決して改修は実現せず、1905年（明治38年）10月に明治天皇の神宮への日露戦争戦勝奉告を控えた臨時県議会の場で地元度会郡選出の山中崔十議員は改修を求めたが、県当局はその予定はないと答弁した。
ところが翌1906年（明治39年）、県は古市街道の改修か新しい街道の整備を検討し、古市街道より東の倉田山を通る新しい道路の建設を決定した。背後には、神苑会が倉田山に神宮徴古館を建設するなどして神苑化を進めていたことと、倉田山を経由すれば建設費の半額を国庫から補助するとの条件を提示して内務省が倉田山を通すよう求めたことがあった。こうしてルートが確定し、1907年（明治40年）度から1909年（明治42年）度の継続事業として新道の建設予算304,000円が県議会を通過し、1907年（明治40年）6月に用地買収を開始した。買収は地主と県の提示価格のずれによって難航し、着工は同年9月になった。さらに建設工事を請け負った東京の遠藤組は、物価が高騰して入札時の提示金額より大幅に経費が掛かるとして工事を中断してしまい、1907年（明治40年）11月からは三重県の直轄事業として工事を再開した。

旧宇治山田市旗

旧宇治山田市章

この建設工事により個人宅をはじめ、内宮の入り口に架かる宇治橋を守護する饗土橋姫神社（あえどはしひめじんじゃ）や四郷村北中村（現・伊勢市中村町）の共同墓地が移転し、1910年（明治43年）3月に完成した。開通後、宇治山田市長や助役、市内の学校に通う生徒らが1里（約3.9km）近くにもなる列を作って市旗を振りながら行進する催しが行われた。1911年（明治44年）にはバスが通るようになった。御幸道路沿線の賑わいの一方で、それまで精進落としの町として賑わった古市は次第に衰退することとなった。とは言え、戦前には30軒ほどの妓楼があり、遊女250人、芸者80人を抱え、地方から若い男性を集めていた。
1920年（大正9年）4月の道路法制定に伴い、御幸道路は国道1号となる。1929年（昭和4年）、神都建設のための都市計画が発表され、倉田山に神宮競技場を建設するなどの開発計画が持ち上がり、御幸道路の歩道拡幅も盛り込まれた。1933年（昭和8年）6月16日に路面の舗装工事に着手、同年の12月末に完工した。伊勢市では最も早い路面舗装であった。
戦後の1946年（昭和21年）6月13日に宇治山田市都市計画道路3・5・14号（現・伊勢市都市計画道路3・5・14号）として決定される。1952年（昭和27年）に国道23号に変更となる。1950年代後半になっても宇治山田市周辺で舗装された道路は少なかったため、当時の人々にとって整然とした御幸道路は都会的な雰囲気が感じられたという。モータリゼーション到来前であったため、車道は閑散とし広々として見えていた。

## 路線状況

### 利用状況

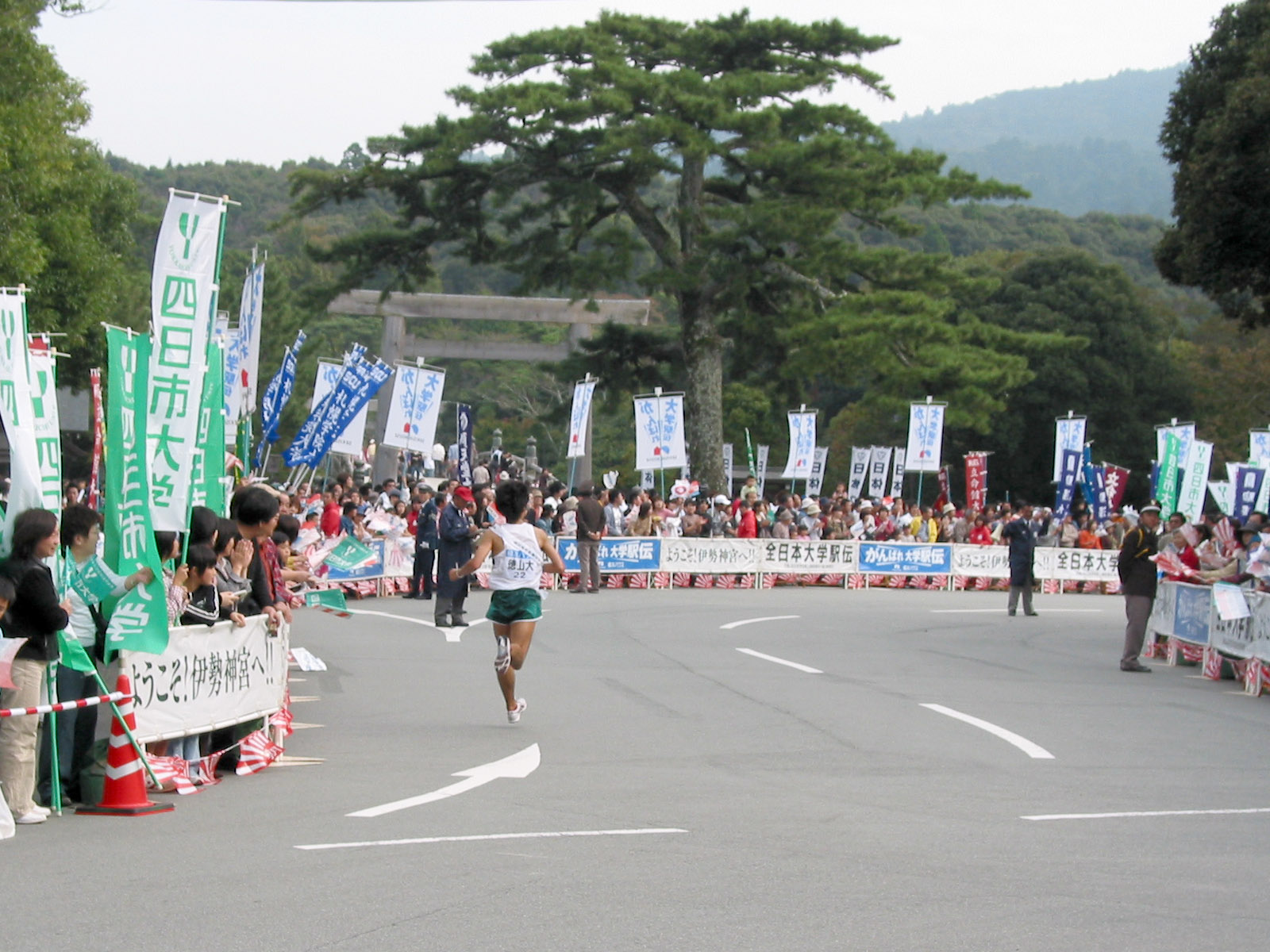
全日本大学駅伝対校選手権大会のゴールの様子（2006年11月、宇治橋前）

外宮と内宮の間の往来や、地域住民の通勤・通学・買い物、駅伝大会などの行事の会場など多様な利用が見られる。戦後は道路整備が進み、御木本道路（三重県道32号伊勢磯部線）や南勢バイパス（国道23号）が開通し、交通量は減少している。
交通量
| 地点                           | 平日12時間          | 平日24時間          |
| 地点                           | 2005年度 ⇒ 2010年度 | 2005年度 ⇒ 2010年度 |
| ------------------------------ | ------------------- | ------------------- |
| 伊勢市岩渕二丁目（県道22号）   | 15,991台⇒12,700台   | 19,509台⇒17,018台   |
| 伊勢市神田久志本町（県道22号） | 7,528台⇒ 7,095台    | 9,184台⇒ 9,507台    |
| 伊勢市楠部町（県道37号）       | 2,026台⇒ 1,880台    | 2,654台⇒ 2,463台    |
| 伊勢市中村町（国道23号）       | 5,516台⇒ 5,478台    | 6,558台⇒ 6,301台    |

スポーツ大会で使用されることもある。熱田神宮と伊勢神宮の内宮を結ぶ全日本大学駅伝対校選手権大会では、最終の8区で御幸道路の全区間が利用される。2012年（平成24年）12月1日の「中日三重お伊勢さんマラソン」では、ウォークの部ロングコースでほぼ全区間が使用された。

## 特色

### 街路樹

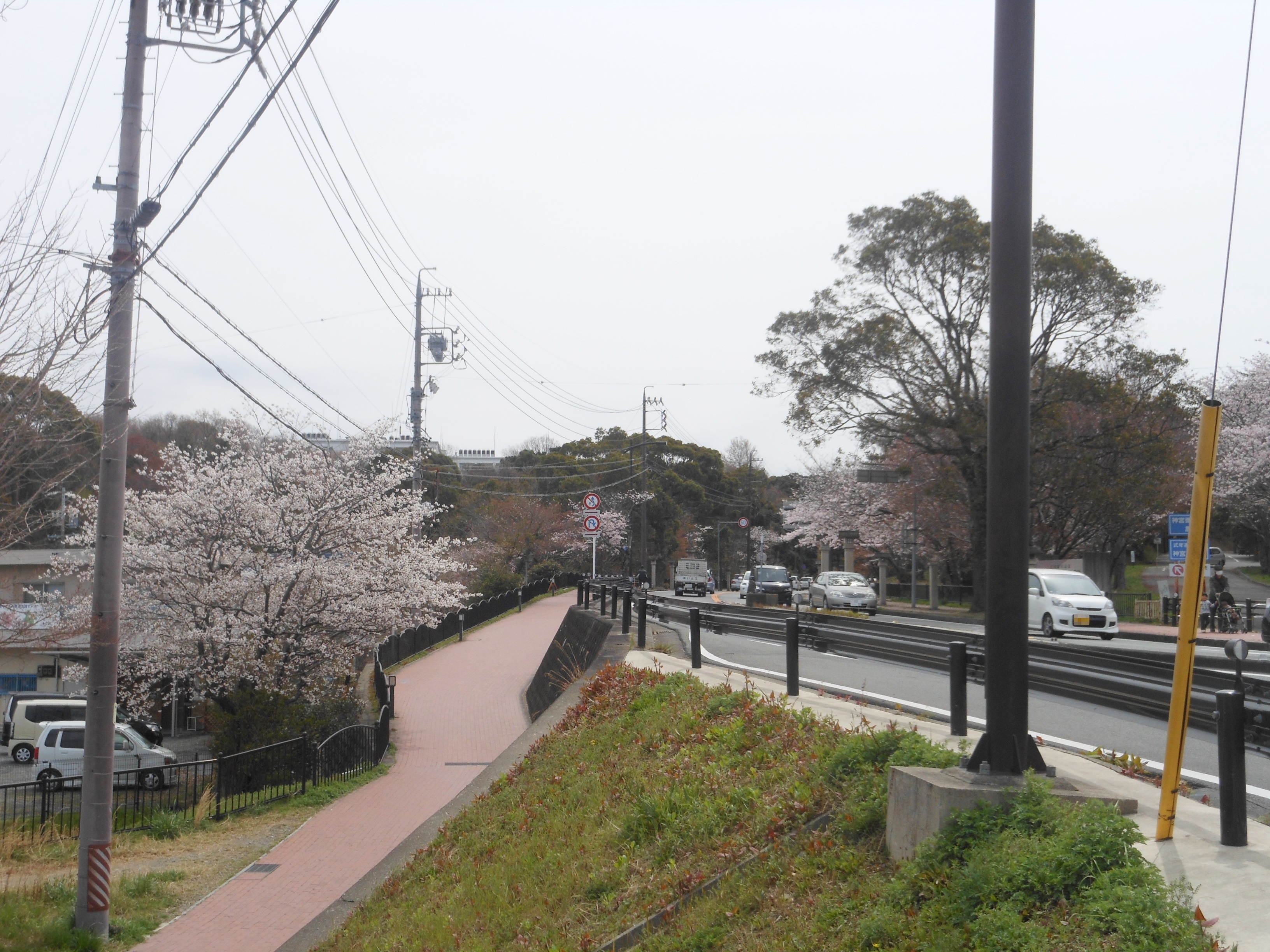
沿道の桜（2013年4月、神田久志本町）

沿線の歩道にはサクラとカエデが交互に植えられている。ほかにツツジも見られる。これらは真珠養殖技術を確立した御木本幸吉が寄付したもので、御木本は街路樹の整備費用だけでなく毎年の補足維持基金まで三重県に寄付していた。
春は桜トンネル、秋は紅葉を楽しむことができる。伊勢市における桜の名所の1つであるが、木々の間隔が広いため写真撮影に適した場所はあまりない。

### 大鳥居

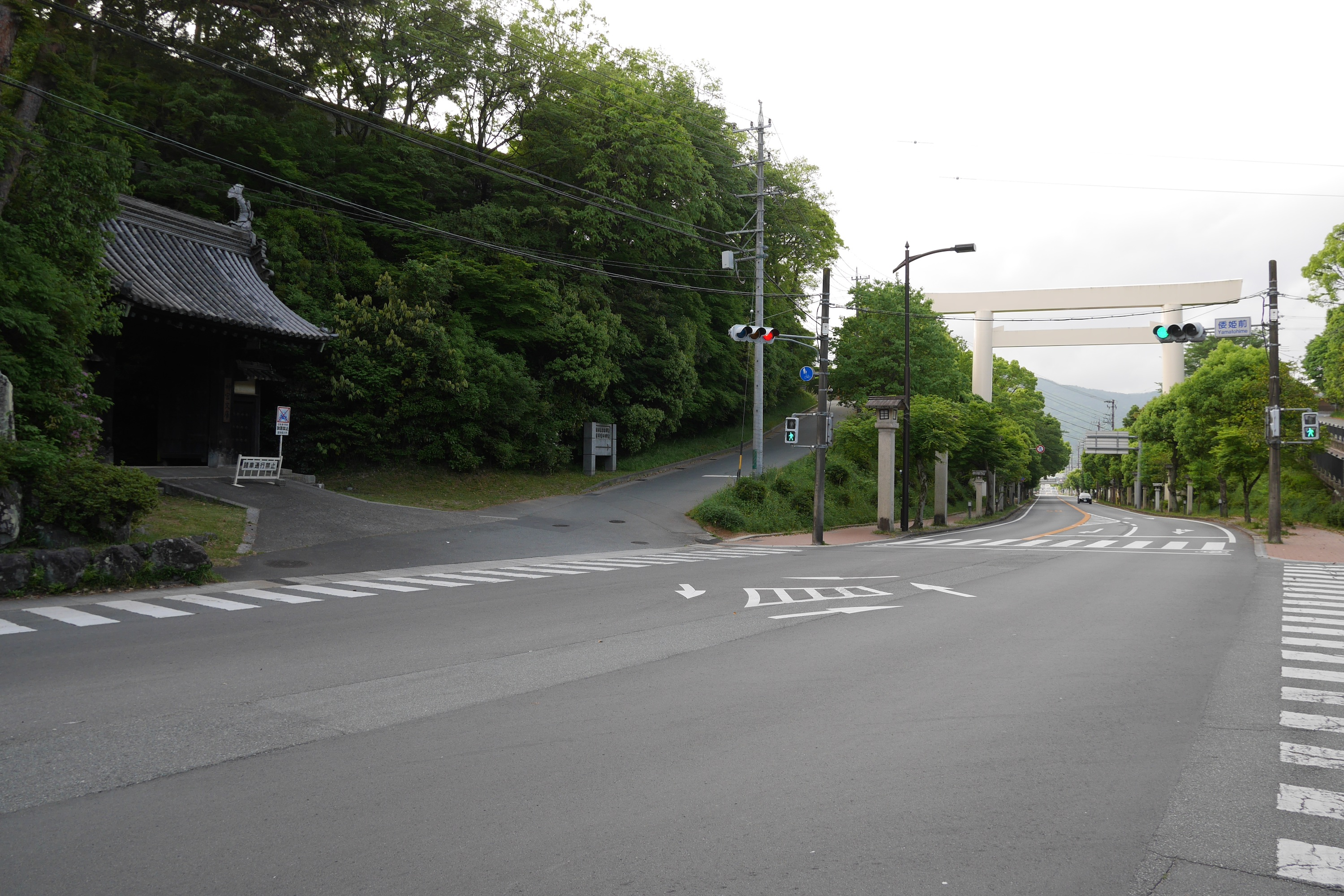
神宮文庫の「黒門」と大鳥居（2015年5月、楠部町）

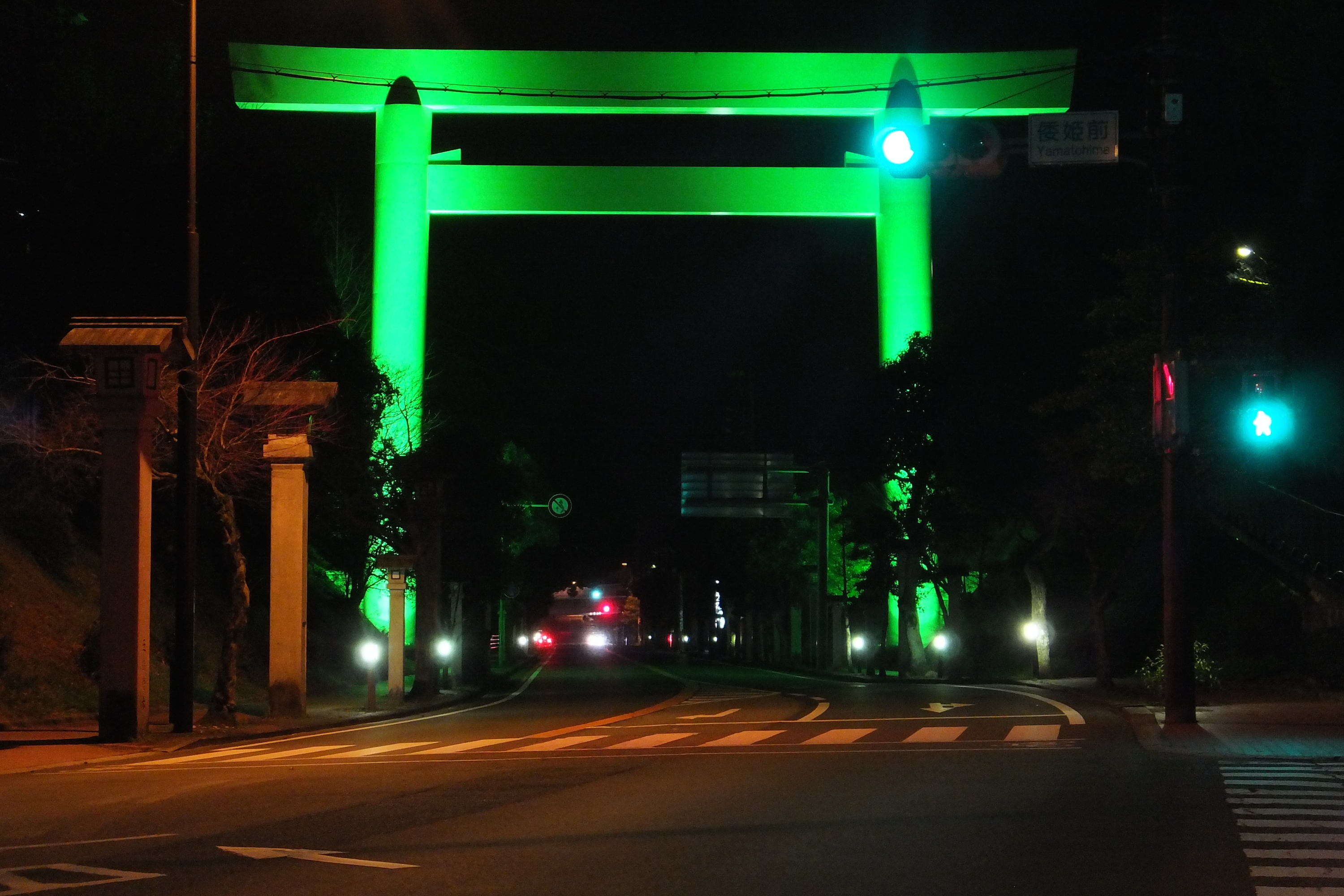
緑色にライトアップされた大鳥居

伊勢のシンボルと言われる御幸道路にある大鳥居は1993年（平成5年）に建設されたものである。先代の大鳥居、は鉄筋コンクリート製で、1956年（昭和31年）に松下幸之助が寄贈して伊勢市駅前に建てられたが、駅前の道路拡張のため1988年（昭和63年）に撤去された。その後、伊勢市民の間で再建を望む声が上がり、それを新聞報道で知った桑名郡多度町（現桑名市）の勢濃工業株式会社社長・伊藤源一が伊勢市に寄贈して、御幸道路に再建された。鳥居は鋼鉄製で、高さ22.7m・幅19mあり、総工費は3億3千万円であったとされる。
当初鳥居の管理は伊勢市観光協会に委託されていたが、2008年（平成20年）度から伊勢市の管理となり、2010年（平成22年）度の予算6,634,950円をかけ2011年（平成23年）度に大鳥居の塗装工事が行われた。夜間にライトアップされる場合は通常はオレンジ色であるが、2007年（平成19年）6月24日の20時から22時まで環境省の「ブラックイルミネーション2007」の一環で消灯したことがあるほか、ライトアップされない場合もある。また、伊勢市にアイリッシュ・ネットワーク・ジャパン三重支部があることから、友好関係が深いアイルランドの祝祭日であるセント・パトリックス・デー（3月17日）の10日前後前から、アイルランドのナショナルカラーの緑色にライトアップされる。これは2007年の「日愛国交樹立五十周年」での東京タワーの緑色のライトアップに合わせたことに始まり、同年からアイリッシュ・ネットワーク・ジャパン三重支部が毎年実施しているものである。

### 石灯籠

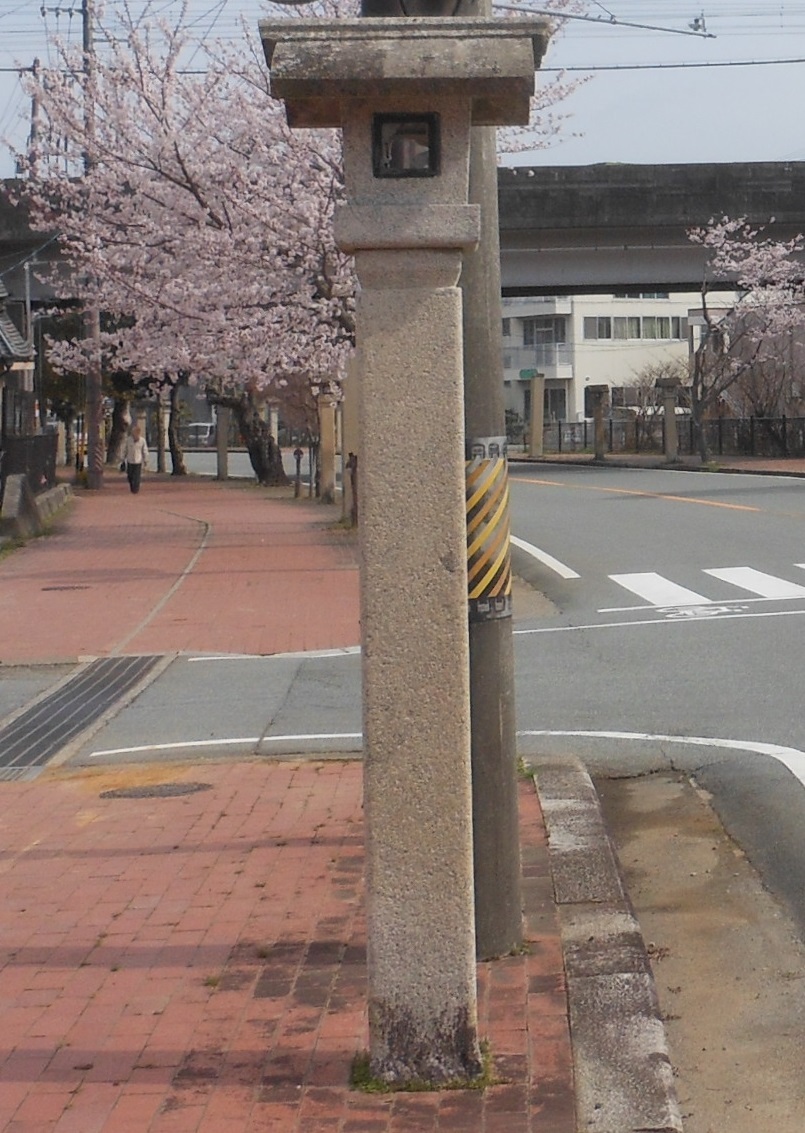
御幸道路の石灯籠（2013年4月、五十鈴川駅前、現存せず）

御幸道路沿いには石灯籠が建ち並んでいた。石灯籠は「伊勢らしい景観」であるとされ、住民や観光客から親しまれてきた一方で、倒壊の危険性と責任の所在が不明であるとして長年地域の課題とされてきた。主に御幸道路沿線に設置されているが、近鉄宇治山田駅前など御幸道路から外れたところにもあった。2013年（平成25年）時点の調査では、国道区間に102基、三重県道区間に425基、伊勢市道区間に11基設置されていたが、2015年（平成27年）3月の調査では国道区間99基、三重県道区間418基、伊勢市道区間9基、道路敷地外に86基となり、2018年（平成30年）4月には国道区間99基、三重県道区間328基、伊勢市道区間8基、伊勢市営駐車場周辺に約80基となった。灯籠上部の落下による死亡事故が発生したことを受け、2018年（平成30年）11月29日に全ての撤去が完了した。

#### 灯籠の設置と責任の曖昧化（1955-1977）
1955年（昭和30年）3月5日、外宮と内宮および内宮の別宮である伊雑宮を結ぶ道路に石灯籠を設置することを目的とした「伊勢三宮奉賛献燈会」（以下、献燈会とする）が設立され、日本全国から献灯者を募集した。献灯者には歴代内閣総理大臣や財界の有力者も名乗りを上げた。同年12月1日には献燈会が三重県知事と伊勢市長に対して道路占用許可を申請し、灯籠が設置された。灯籠には、吉田茂や池田勇人ら献灯者の名が刻まれた。その後、献燈会は1960年（昭和35年）4月1日に占用許可の更新を県知事に申請したが、未処理のまま時が流れ、1963年（昭和38年）から1965年（昭和40年）にかけて献燈会関係者が死去し、事実上献燈会は解散状態となった。
献燈会解散後の1968年（昭和43年）頃、「伊勢神宮献灯籠保存会」（以下、保存会とする）が設立され、1975年（昭和50年）11月18日、国道23号拡幅のために灯籠を移設することになり、保存会は伊勢市長に豊川浦田線交通広場（宇治浦田街路広場）の一部使用許可を申請した。

#### 進まぬ管理交渉（1977-2009）
1977年（昭和52年）8月5日、保存会は伊勢商工会議所と今後の灯籠の管理について協議を行い、同年10月18日には伊勢市観光協会を含めた三者で協議が持たれたが、具体的な進展はなかった。1982年（昭和57年）には伊勢市当局が三重県や日本国の関係機関と灯籠に関する対策協議会を設置したが、ここでも成果を得ることができなかった。こうした中、伊勢市駅前から外宮前の道路（三重県道37号鳥羽松阪線）を4車線化するにあたって灯籠48基を移設することについて議論が行われたが、補強工事を行うことでそのままの位置での保存が決定した。
1989年（平成元年）には6月、9月、12月の三重県議会土木常任委員会の場で灯籠をどうすべきかが議題に挙げられた。1993年（平成5年）には神宮式年遷宮に合わせ、暫定的に表面の修復が行われた。1995年（平成7年）と2000年（平成12年）には国・県・市の三者協議が持たれたもののやはり事態の進展はなく、保存会との折衝は進まなかった。
2006年（平成18年）、遅々として進まなかった議論が動き出す。3月22日に保存会と「社団法人神宮環境振興会」（以下、振興会とする）の間で灯籠の管理等に関する合意書が締結されたのである。4月26日には振興会が神宮会館で会見を開き、灯籠の補修と周辺民有地の買い上げについて目途がついたと表明した。これにより、行政当局は交渉相手をようやく確定することができた。そして8月8日の伊勢市議会産業建設委員協議会において、「伊勢らしい良好な景観形成及び観光振興その他地域の活性化に資する」ために引き続き灯籠を設置すること、振興会に既存の灯籠を撤去させ、耐震性を確保した上で新しい灯籠を設置させることを決定した。この時、既存の灯籠は震度5強程度の地震、風速40m/s以上の暴風、自動車による衝突で倒壊する可能性があることと、国道・県道区間の道路占用許可が既に満了し放置されていること、市道区間については占用許可が「永続的」になっているものの占用者が解散した献燈会であるため責任者が不在であることが公表された。
2007年（平成19年）4月23日、伊勢市経営戦略会議において伊勢市としての灯籠に関する以下の3つの方針を示した。
1. 伊勢らしい良好な風景を形成していく目的で建てられる場合は、景観形成という公益性の観点から認めていく。
2. 新たな灯籠型街灯の設置にあたっては、安全性の確保を最優先とし、現在のものの撤去を最優先とする。
3. 新たな灯籠型街灯の設置基数は、現在の基数を超えないこととする。

灯籠の新設の目途が付いたことから、2007年（平成19年）8月20日、伊勢市は伊勢市観光協会に対し道路占用許可を出した。

#### 部分撤去の継続（2009-2018）
これにて灯籠問題が決着するかに見えたが、2009年（平成21年）8月19日に振興会は三重県から解散命令を受けてしまい、灯籠問題はまた振り出しに戻ってしまったのである。伊勢市観光協会は翌8月20日に道路占用廃止届を提出した。解散命令は振興会が最低でも3億5900万円に上る粉飾決算をしていたことが明らかになったためであり、三重県が解散命令を発令するのは戦後初の出来事であった。時の伊勢市長である森下隆生が灯籠の建て替えを推進したことで振興会に寄付が集まっていた面もあるため、伊勢新聞は森下市長の責任も問われかねないと報じた。結局、森下市長は灯籠問題とは別件の中部国際空港海上アクセス事業を巡る問題で同年10月7日に辞任した。
その後、2010年（平成22年）8月13日に「一般社団法人伊勢の国」と「一般社団法人神宮景勝保全会」の連名で道路許可申請が提出されたが、伊勢市は耐震性や灯籠の管理などの不備を指摘し、同年10月25日に通知を行った。
2012年（平成24年）度の三重県に対する包括外部監査の報告書では、県が占用許可が失効した時点で献燈会に対して改築や撤去等の指導をしなかったことについて「占用許可をするか撤去等の請求をすべきであった」と記し、不法占用状態にある灯籠の所有者を早期に確定すべきと記している。2013年（平成25年）5月15日より、三重県は県道部分にある灯籠425基の安定性調査を開始、6月20日に終了した。同年に開催される神宮式年遷宮による参宮客増加が想定されることから、安全性の確保のために始めたもので、県の調査に続いて6月10日と11日に伊勢市が、6月10日と18日に国土交通省中部地方整備局三重河川国道事務所が、それぞれ市道・国道にある灯籠を1基ずつ手で触れて調査した。その結果、ただちに撤去すべき灯籠は見つからなかったが、一部ぐらつきのあるものがあり、上部を取り外す作業が行われた。
2015年（平成27年）6月に「伊勢市内道路空間利用のあり方懇談会」は中間とりまとめを行い、今後は石灯籠の耐震性、沿道住民の合意形成、不法占拠に対する法的問題の整理が必要であるとし、危険な石灯籠は計画的に撤去すること、新たに道路占用許可を受けようとする者が現れた場合は公共性・計画性・安全性を重視し、厳格に審査する方針を示した。その後、第42回先進国首脳会議（伊勢志摩サミット）の開催を控え、三重県は同年10月から11月にかけて石燈籠の点検を行い、危険な32基の撤去を決定、翌2016年（平成28年）2月16日から撤去作業を開始した。

#### 全撤去（2018）
三重県では、2015年（平成27年）から2017年（平成29年）までに危険な石灯籠を約90基を撤去したが、安全性を確認しつつ維持してきた。ところが、2018年（平成30年）4月14日に三重交通の路線バスが石灯籠に接触し、上部が落下、歩行者の男性に当たり、男性が死亡するという事故が発生した。この事故を受け、県は安全性検査を早期に開始すると当初は発表したが、同年4月26日に開かれた国・県・市の三者会議で石灯籠の撤去を決定した。灯籠の存続を求める市民の声もあったが、人命優先の観点から、7月に開幕する平成30年度全国高等学校総合体育大会（高校総体）までに全てを撤去することを決めたのである。実際には高校総体までには撤去は終わらず、2018年（平成30年）11月29日に最後まで残っていた国道沿いの2基の撤去をもって全撤去が完了した。

## 地理

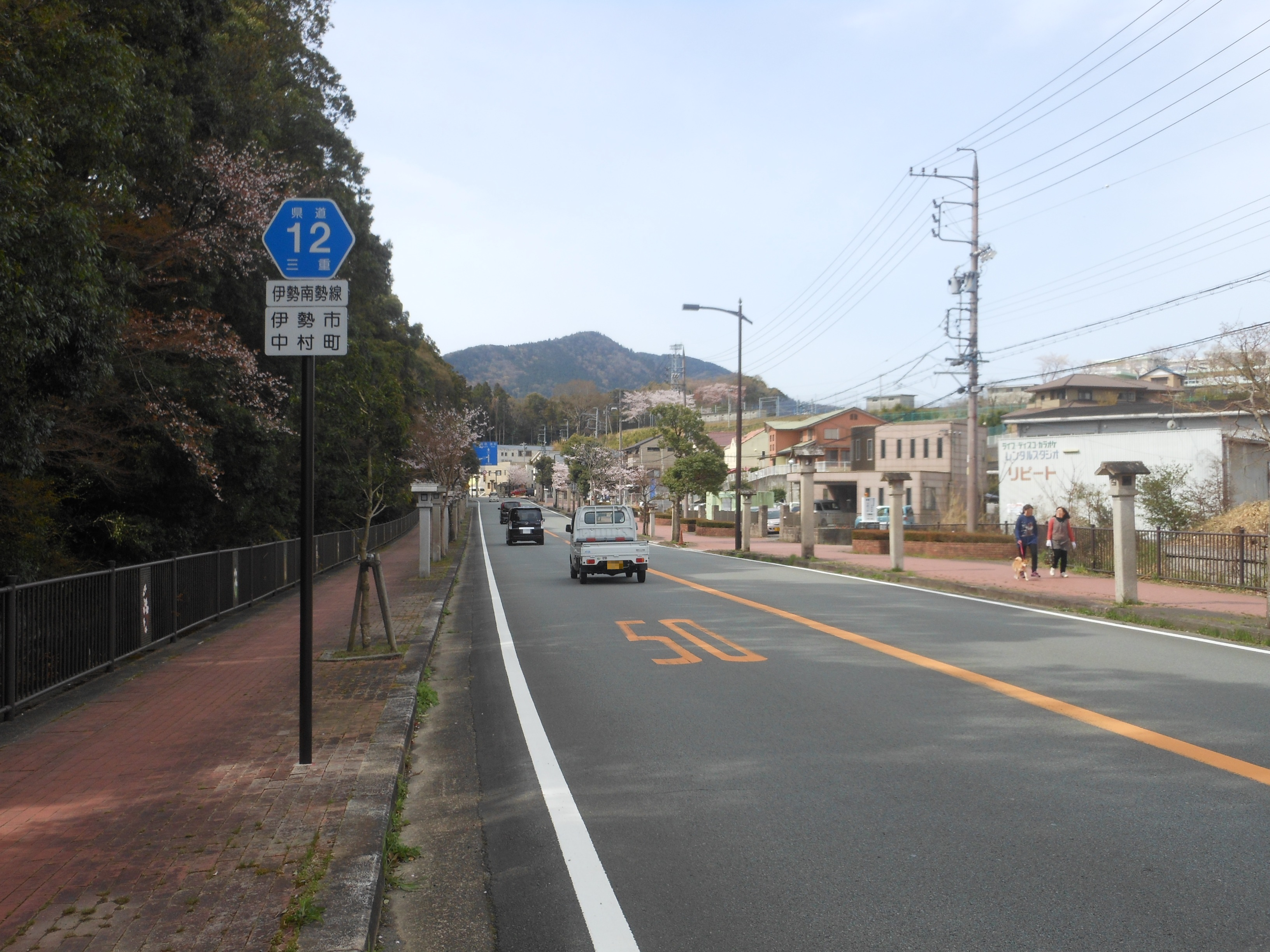
月読宮付近（2013年4月、伊勢市中村町）

「外宮北」交差点を起点とし、岩渕・岡本の境界付近を通り、錦水橋を渡って岩渕三丁目の前田地区に出る。この先緩やかな上り坂となり、倉田山に至る。両側に神宮徴古館・倭姫宮と皇學館大学を見ながら進み、大鳥居をくぐると下り坂になる。坂を下り近鉄五十鈴川駅前を通過すると月読宮の森が現れる。月読宮から1kmほど進むと伊勢おはらい町通りとの分岐点である宇治浦田に至るが、おはらい町通りには入らずに灯籠の並ぶ道を進む。神宮会館を右手に見ながら宇治中之切町の西方を通り、宇治今在家町を経て宇治橋にて終点となる。

### 交差する道路
| 交差する路線                    | 交差する地点       | 交差点名         | 備考     |
| ------------------------------- | ------------------ | ---------------- | -------- |
| 三重県道32号伊勢磯部線          | 伊勢市本町         | 外宮北交差点     |          |
| 三重県道777号松阪伊勢自転車道線 | 伊勢市本町         | 外宮北交差点     |          |
| 三重県道22号伊勢南島線          | 伊勢市本町         | 外宮北交差点     |          |
| 三重県道37号鳥羽松阪線          | 伊勢市本町         | 外宮北交差点     |          |
| 伊勢市道外宮参道線              | 伊勢市本町         | （交差点名なし） |          |
| 三重県道102号伊勢二見線         | 伊勢市神久二丁目   | 二見街道入口     |          |
| 三重県道22号伊勢南島線          | 伊勢市神田久志本町 | 消防署前         |          |
| 伊勢自動車道                    | 伊勢市楠部町       | 御幸道路         | 立体交差 |
| 三重県道37号鳥羽松阪線          | 伊勢市楠部町       | 楠部西           |          |
| 国道23号                        | 伊勢市中村町       | 中村町           |          |
| 三重県道32号伊勢磯部線          | 伊勢市宇治浦田     | 宇治浦田町       |          |
| 三重県道12号伊勢南勢線          | 伊勢市宇治今在家町 | （交差点名なし） | 宇治橋前 |
| 三重県道715号館町通線           | 伊勢市宇治今在家町 | （交差点名なし） | 宇治橋前 |

### 沿線
県道22号区間（外宮北 - 消防署前）
| - 伊勢外宮前郵便局 - 赤福外宮特設店 - 伊勢シティプラザ - みゆきビル - 伊勢区検察庁 - 伊勢税務署 | - 伊勢市役所 - ハローワーク伊勢 - 伊勢簡易裁判所 - 百五銀行伊勢支店 - 朝日新聞伊勢支局 - みずほ銀行伊勢支店 | - 三十三銀行伊勢支店 - 三交伊勢ビル - 伊勢郵便局 - 天理教伊勢互助園 - 日蓮上人誓いの聖跡 - 伊勢市消防本部 |

県道37号区間（消防署前 - 楠部西）
| - 神宮徴古館 - 皇學館大学 - 神宮文庫 | - 皇學館大学佐川記念神道博物館 - 倭姫宮 - 市立伊勢総合病院 | - 創価学会伊勢文化会館 - 株式会社メディアコア本社 - 近鉄五十鈴川駅 |

県道12号区間（楠部西 - 中村町）
| - 山崎外科内科 | - 月読宮 | - 赤福赤心寮 |

国道23号区間（中村町 - 宇治橋前）
| - 伊勢警察署宇治交番 | - 猿田彦神社 | - 神宮会館 |